# Embutición

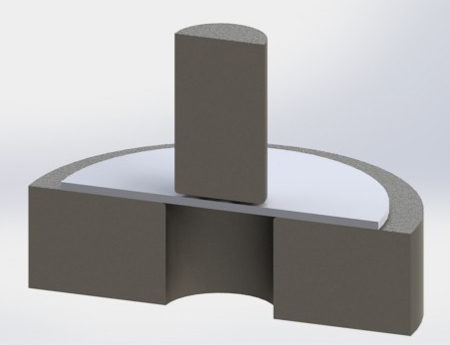
Antes de la acción del punzón

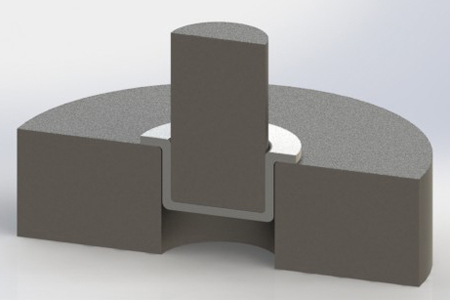
Acción del punzón sobre la chapa

La embutición es un proceso tecnológico que consiste en la obtención de piezas huecas con forma de recipiente a partir de chapas metálicas. Este proceso permite obtener piezas de formas muy diversas y es una técnica de gran aplicación en todos los campos de la industria.
En la embutición de una pieza se parte de una porción de chapa que descansa sobre la matriz, mientras el pisador la mantiene sobre esta y el punzón ejerce la presión necesaria para conformar la pieza provocando la fluencia del material a través de la cavidad abierta en la matriz. La pieza va a conformarse en función de la forma de la abertura de la matriz y la forma del punzón, mientras que el pisador va a evitar el pandeo del material al tratarse de formas generalmente no desarrollables.

## Fases del proceso
El flujo de material en piezas con forma irregular es muy complejo, por este motivo se expone el caso más fácil y sencillo : el embutido del vaso o embutido cilíndrico. La chapa inicial para embutir un vaso cilíndrico es de geometría circular y durante el proceso de embutido esta silueta circular fluye hacia el centro de la matriz a medida que el punzón desciende y obliga al material a pasar por la abertura de dicha matriz. Durante este proceso las diferentes zonas de la chapa o pieza se van a ver sometidas a diversos esfuerzos y tensiones. El proceso sigue las siguientes fases:
(1) Se coloca una silueta circular con espesor t0 y diámetro D sobre la superficie de la matriz que tiene una abertura con el diámetro d2. Normalmente, en la arista de la abertura de la matriz está aplicado un radio rd (figura a).
(2) El pisador pisa la chapa y se inserta el punzón con el diámetro d1 en la dirección del eje. El extremo del punzón tiene el radio rp. Este mismo radio queda como el radio del fondo del vaso embutido (figura b).
(3) Conforme el punzón se introduce en la matriz, se embute la parte central de la silueta progresivamente mientras el perímetro de la silueta se desliza sobre la superficie de la matriz y se traslada hacia el interior de la misma (figura c).
(4) Al encoger la circunferencia de la silueta se generan esfuerzos de compresión en la dirección circunferencial de la chapa, los cuales pueden provocar el pandeo y producir arrugas. Para evitar este fenómeno se sujeta la silueta con el pisador (figura c).
(5) En el momento en que se embute la chapa, se comprime en la dirección circunferencial y se dobla recibiendo la tensión en la dirección radial simultáneamente en la boca de la abertura de la matriz. De igual manera la parte que tiene contacto con la cabeza del punzón recibe la tensión, sobre todo las zonas de los radios de matriz y punzón son la que recibe la mayor tensión del doblado. La zona cilíndrica entre rd y rp, la cual corresponde a la pared lateral del recipiente, se estira verticalmente (figura d).
(6) Así la silueta avanza gradualmente a través de la abertura de la matriz recibiendo diversas fuerzas y deformándose. Si el material resiste los esfuerzos que se generan durante este proceso, la pieza se conformará plásticamente, alcanzando su forma final (figura e).

## Esfuerzos generados durante el proceso
Mientras el punzón aplica la presión en el fondo del vaso, la lámina entre el fondo y la pared del mismo se estira considerablemente. Durante el embutido de la chapa, la silueta exterior de la misma disminuye en diámetro y la zona cercana a esta silueta tiende a incrementar su espesor como consecuencia de las fuerzas de compresión que se generan durante el proceso en esta zona (tendencia a aparecer arrugas por pandeo, fenómeno que evita el pisador).
La variación de espesor del material está directamente relacionada con el flujo del mismo. En un vaso con fondo plano, la variación de espesor en el fondo es mínima siendo el esfuerzo generado en esta zona mínimo y la deformación permanente inexistente. En un vaso cuyo fondo fuese esférico, el esfuerzo aplicado a esta zona sí provoca una disminución de espesor del fondo asociada a las tensiones generadas en dicha lámina.

## Cálculo de la silueta inicial
La dimensión y geometría de la chapa inicial se debe calcular en función del diseño de la pieza final a embutir por lo cual la idea de partida general es que la superficie de chapa inicial corresponderá al desarrollo de la pieza final embutida. Esto no es cierto al 100% ya que no se considerarían las deformaciones del material.
Generalmente tras el embutido se procede al recorte y eliminación de orillas o "cejas" (rebordes), por lo que es muy importante considerar en el cálculo de la chapa inicial la necesidad de material suplementario en las zonas de la pieza a recortar.
El área de la chapa inicial en el caso del vaso cilíndrico será igual a la suma de las áreas de los elementos geométricos que forman el vaso (círculo del fondo y cilindro de las paredes laterales), por lo tanto:

## Tasa límite del embutido y tasa del reembutido
En el caso de embutido básico de un vaso cilíndrico, la tasa límite del embutido (m) es la proporción d/D que permite embutir la pieza sin ocasionar rotura en el material. La tasa de embutido va a depender de factores como espesor y tipo de material, geometría del punzón y la matriz así como los acabados de estos, lubricación empleada, tipo de pisador, velocidad del proceso.
El número de pasos de reembutido que se tendrán que emplear en un proceso de embutición estará determiendo por la relación existente entre la altura y el diámetro de la pieza a embutir (h/d) así como por el valor del radio del hombro del punzón (rp) que, por regla general, debe ser como mínimo 84 veces el espesor de la chapa.
La tasa de reembutido (mi) es la proporción di/Di existente en los sucesivos pasos de embutido que va a sufrir la pieza hasta conformarla según su forma final embutida.

## El espacio entre el punzón y la matriz
Este espacio va a determinar la calidad superficial de la pieza embutida. Cuando el espacio es pequeño se produce un "planchado" del material obteniéndose mayor calidad y precisión mientras que al aumentar este espacio pueden producirse arrugas debidas al efecto de pandeo en algunas zonas de la pieza. Debemos considerar que cuanto mayor sea este espacio o separación menor será el desgaste y la fatiga de las herramientas.
Se llama planchado (ironing) a la técnica que se basa en emplear una holgura inferior al espesor de la chapa entre matriz y punzón. Esta técnica se emplea combinada con sucesivos reembutidos para conseguir mayor precisión y mejores calidades superficiales así como para fabricar piezas con paredes delgadas en relación con el espesor de su fondo.

## El pisador. Sistemas de pisado

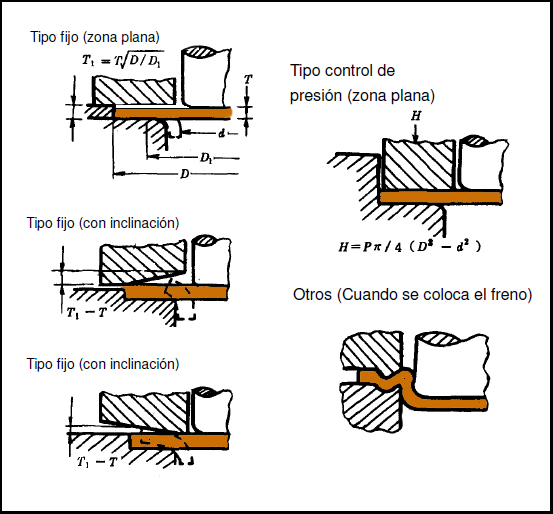
Pisadores

Cuando se trabaja con un material de espesor delgado, o bien cuando se realiza el embutido profundo de mayor diámetro, los productos pueden salir con arrugas en la pared y entonces no alcanzar la calidad requerida para su aceptación. Para evitar este fenómeno se emplea el pisador.
Los pisadores de tipo fijo pueden ser planos o con una ligera inclinación y permiten fácilmente el deslizamiento de la chapa impidiendo la aparición de defectos mientras el espesor en las distintas zonas de la pieza embutida sea poco variable, mientras que los pisadores de presión o los pisadores con freno controlan o impiden el deslizamiento de la chapa y se emplean cuando se quieren obtener espesores de pared más finos que el espesor de la chapa inicial.